# WISP
Women Strike for Peace (WSP) sommetider også kaldet for WISP (Womens International Strike for Peace) blev startet af en gruppe husmødre i Washington i efteråret 1961. De startede i protest mod Amerikas og Sovjetunionens atombombe-prøvesprængninger.

## Aktioner

### Vietnam
I 1963 besluttede WSP at gøre den amerikanske offentlighed opmærksom på, hvordan nordamerikanernes krig førtes i Vietnam, og de samarbejdede med andre fredsorganisationer og kongresmedlemmer for at sprede dette budskab. Midt under krigen rejste to grupper kvinder i 1965 til Hanoi og Nordvietnam for at møde vietnamesiske kvinder.
Derefter rejste de på store foredragsturneer.
WSP støttede på alle måder de unge mænd, som nægtede at gøre tjeneste i Vietnam. Omkring 50.000 mænd blev hjulpet, og der blev organiseret et løbende arbejde for at holde kontakt med desertører og fængslede militærnægtere.
Underskriftsindsamlinger mod krigen blev startet i 1964. Hundredetusinder af kvinder deltog i fredsmarcher mod Det Hvide Hus. De opsatte informationsboder ved supermarkeder, i kirkerne og gik fra dør til dør med deres informationsmateriale.

### Napalm
I 1966 blev fire kvinder kendt som "The Housewife Terrorists" (husmoderterroristerne) eller "The Napalm Ladies" (Napalmkvinderne). De blev arresteret og dømt for at have blokeret transporter med napalm. I februar 1967 blev der arrangeret en stor protestmarch mod Pentagon. Kvinderne bar forstørrede fotos af napalmskadede børn. Tusinder af kvinder tog skoene af og hamrede dem mod Pentagons mure. Til slut stormede kvinderne militærkirken.

## Stævning
De skrev og sendte hundredetusinder af artikler til magthaverne. WSPs medlemmer blev stævnet for den amerikanske domstol for u-amerikansk virksomhed, men formåede ved deres opførsel under retssagen at skandalisere denne McCarthy-domstol fuldstændig.
Efter Vietnamkrigen begyndte WSP et omfattende arbejde under mottoet "Ikke flere mænd og ikke flere penge til krig". I flere lande blev der desuden dannet søsterorganisationer.